# Santiago Rodríguez Rodríguez
Santiago Rodríguez Rodríguez (Mamey, Los Hidalgos, Puerto Plata, 25 de mayo de 1968) es un obispo dominicano. Fue nombrado por el papa Francisco como segundo obispo de la diócesis de San Pedro de Macorís.

## Biografía
Nació el 25 de mayo de 1968 en la comunidad de Mamey, Los Hidalgos, perteneciente a la diócesis de Puerto Plata.
En 1985 entró al Seminario Pontificio Santo Tomás de Aquino en Santo Domingo, donde completó sus estudios filosóficos y teológicos: recibió la Licenciatura en Filosofía por la Pontificia Universidad Católica Madre y Maestra y la Licenciatura en Ciencias Religiosas por el mismo Seminario Pontificio. 
Fue ordenado presbítero el 24 de junio de 2000. Luego realizó otros estudios, obteniendo en Roma la Licenciatura en Teología Moral en la Academia Pontificia Alfonsiana, y la Maestría en Bioética en el Pontificio Ateneo Regina Apostolorum. Además realizó algunos diplomados de profundización en Institutos Pastorales de Colombia y República Dominicana.
Ha tenido los siguientes encargos eclesiásticos:
- Profesor y formador en el Filosofado San Pío X en Licey al Medio (2001-2014).
- Capellán universitario (2000-2007).
- Responsable diocesano de la Pastoral de Familia y Vida (2000-2007 y 2010-2014).
- Vicario episcopal de Pastoral (2014-2017)
- Párroco de la Parroquia San Marcos (2012-2017)
- Juez del Tribunal Eclesiástico (2009-2017)
- Capellán militar (2007-2017)
- Profesor de Bioética en la Pontificia Universidad Católica Madre y Maestra (2001-2017)

Fue ordenado obispo el 30 de diciembre de 2017, en el centro deportivo de la Universidad Central del Este, San Pedro de Macorís.
| Predecesor: Francisco Ozoria Acosta | Obispo de San Pedro de Macorís 2017 - | Sucesor: En el cargo |